# Мэлс
Мэлс — мужское имя, которое встречалось в СССР. Образовано из первых букв фамилий: К. Маркса, Ф. Энгельса, В. И. Ленина и И. В. Сталина. Появилось в первые десятилетия советской власти.

## Использование в кино
- Мэлс — главный персонаж российского фильма «Стиляги».